# Matthew Retzlaff
Matthew Retzlaff (Medford, 2 marzo 1994) è un giocatore di football americano statunitense, che gioca come wide receiver per gli Stockholm Mean Machines..

## Palmarès
- 2 SM-final (2019, 2022)